# خانواده بلیه
خانواده بلیه (به فرانسوی: La Famille Bélier) فیلمی محصول فرانسه و بلژیک درباره سن بلوغ در سبک کمدی-درام به کارگردانی اریک لارتیگو است که در سال ۲۰۱۴ منتشر شد.